# Gemert-Bakel
Gemert-Bakel é um município dos Países Baixos, situado na província de Brabante do Norte. Tem 123,34 km² de área e sua população em 2020 foi estimada em 30.693 habitantes.